# サーブ・93
サーブ・93はスウェーデンの航空機メーカー・サーブの自動車部門（現サーブ・オートモービル）が1956年から1960年まで製造した乗用車である。サーブ・92の改良型として、2サイクルエンジン、前輪駆動方式、シクステン・セゾンによる空力的な車体デザインを継承しつつ、各部に改良が加えられた。

## 概要

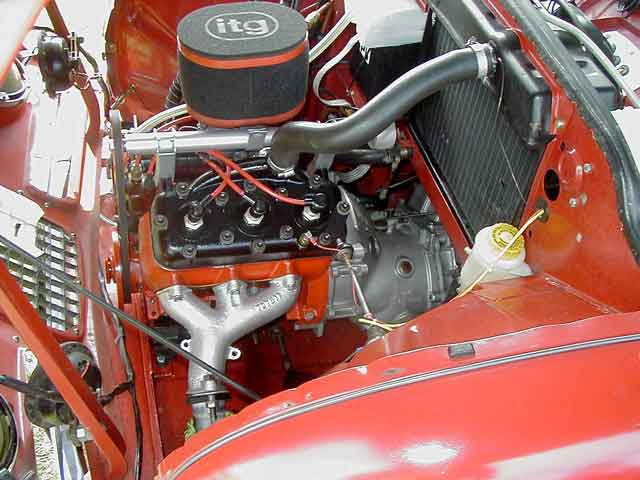
93のエンジンルーム
エアクリーナーはノンオリジナル

2サイクルエンジンはDKW出身の技術者によって開発された新しい直列3気筒となり、搭載方法も縦置きに改められ、デフが車体中心線上となった。排気量は748ccと92よりやや小さくなったが、最高回転数が上がったため、最高出力は33馬力に強化された。スロットル（アクセルペダル）全閉時のエンジン焼きつきを防ぐフリーホイール機構（ワンウェイクラッチ）も引き続き採用されているが、室内にノブが設けられ、走行中でも無効・有効の切り替えが可能となった。
ラジエーターの位置は相変わらずバルクヘッド側で、冷却水の循環も対流式のままであった。これらは寒冷な気候の北欧では非常に都合が良かったが、輸出先の気温が高い地域では、特に低速時のオーバーヒートが問題となった。
デザイン的には縦型の大きなラジエーターグリルと、拡大されたリアウインドウが特徴となっている。サキソマット自動クラッチ、キャンバストップも選択可能であった。
海外への輸出も93の代になって本格化し、アメリカ合衆国にも多数が輸出された。ただし当時の日本は外国車輸入が厳しく制限された時期に当たり、サーブの輸入は途絶えていた。

## モデルの変遷
1957年型からは前席2点式シートベルトがオプションで装備可能となった。同年9月には改良型の「93B」が登場し、フロントウインドシールドが二分割式から一枚ガラスに変更された。1959年後半には再び改良を受けた「93F」となり、ドアが「GT750」と同じ前ヒンジに改められた。また、同年にはワゴンの95も追加されている。
1960年には後継モデルの96が登場するが、93も継続生産され生産を終了した。累計生産台数は52,731台。
|                                                        |  |  |
| 左：1959年型 93B 中：GT750のインパネ 右：GT750のシート |  |  |

## モータースポーツでの活躍

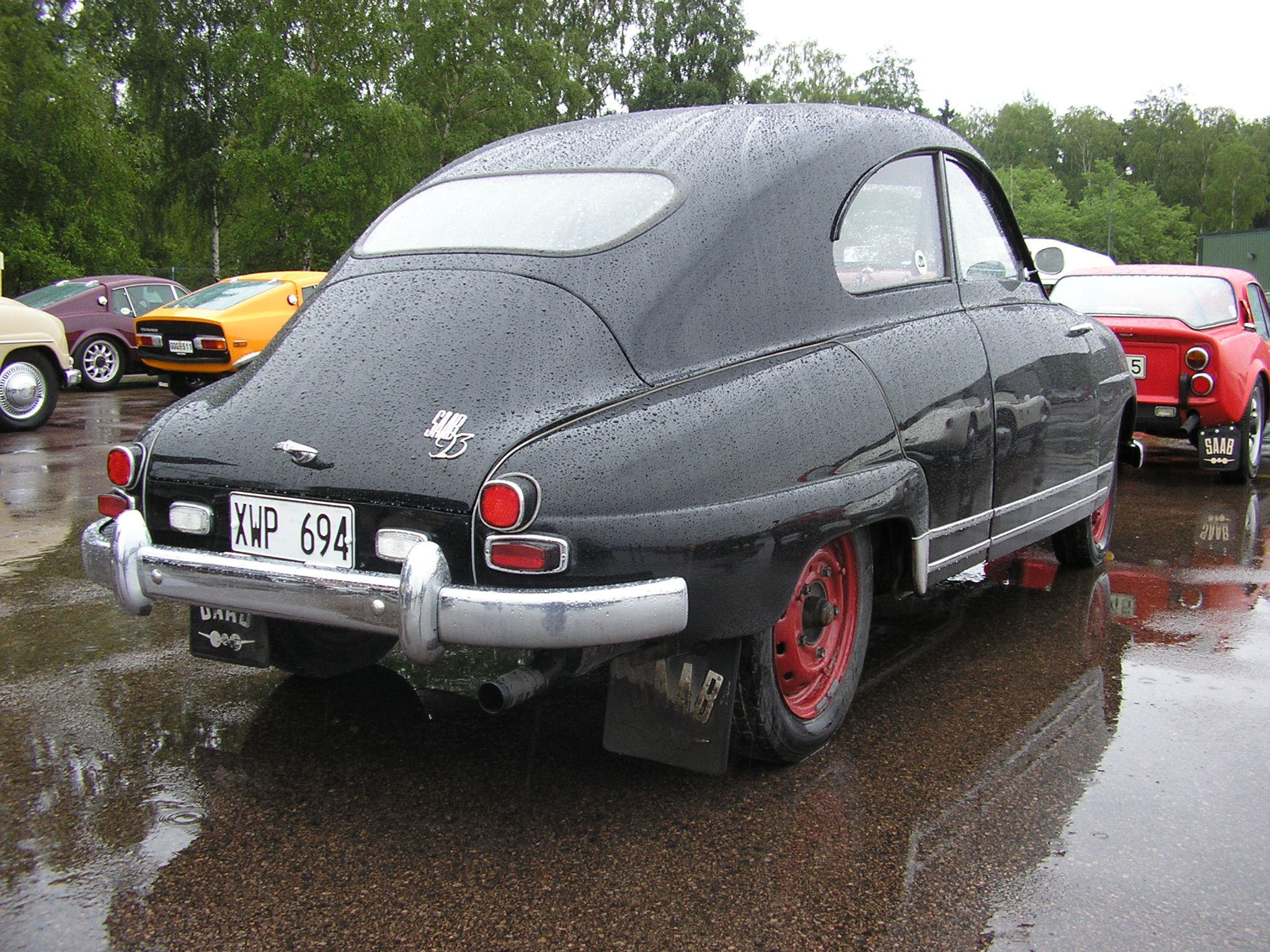
ラリー装備の1959年型GT750

軽量、高い車体剛性、優れたロードホールディング性や空力特性を生かし、小排気量ながらモータースポーツでも大きな成功を収めた。
名手エリック・カールソンの運転により、 1957年のラリー・フィンランド・1959年のスウェディッシュ・ラリーに優勝するなど、93は特に北欧圏のラリーで活躍し、サーブという新しいメーカーの名を高めた。
また、1957年の ミッレミリア750ccクラス優勝、1959年のル・マン24時間レースでのクラス2位・総合12位入賞など、耐久レースでも好成績を残している。